# Steven Pienaar
Steven Pienaar (* 17. März 1982 in Johannesburg) ist ein ehemaliger südafrikanischer Fußballspieler. Er spielte im Mittelfeld auf der Position des Spielmachers.

## Verein

### Ajax Cape Town
Pienaar trat zu Beginn seiner Karriere in Südafrika für Ajax Cape Town an. 
Dieser Verein gehört zur Ajax Amsterdam AG, die diesen Verein zur Förderung von Nachwuchstalenten betreibt.

### Ajax Amsterdam
Von 2001 bis 2006 spielte Pienaar in der niederländischen Liga für Ajax Amsterdam. Bei Ajax kam er neben der Spielmacherposition auch auf der Position des rechten Außenstürmers zum Einsatz.

### Borussia Dortmund
2006 lief sein Vertrag aus, und er wechselte zu Borussia Dortmund, wo er Tomáš Rosický ersetzen sollte. Dort konnte er in der Spielzeit 2006/07 jedoch nur selten überzeugen, so dass er im Sommer 2007 zum FC Everton in die Premier League wechselte.

### FC Everton
Everton lieh Pienaar im Sommer 2007 zunächst für ein Jahr vom BVB aus. Dort spielte der Südafrikaner vorwiegend im linken Mittelfeld. Nach 28 Ligaeinsätzen und zwei Toren in seinem ersten Jahr machte der Club im April 2008 von einer Kaufoption über etwa zwei Millionen Pfund Sterling Gebrauch und stattete Pienaar mit einem Vertrag bis 2011 aus.

### Tottenham Hotspur
Im Januar 2011 wechselte Pienaar zu Tottenham Hotspur. Sein erstes Spiel für die Spurs absolvierte er am 22. Januar 2011 über 84 Minuten beim 1:1 gegen Newcastle United. Die Zeit in Tottenham war von Verletzungen geprägt und so kam der Mittelfeldspieler nur zu zehn Spielen. Nachdem Pienaar verletzungsbedingt auch in der Hinrunde der Premier League 2011/12 kaum zum Zuge gekommen war, wurde – um Spielpraxis zu erlangen – ein Wechsel in der Winterpause immer wahrscheinlicher.

### FC Everton
Am 31. Januar 2012 wurde Pienaar bis Saisonende an seinen alten Arbeitgeber FC Everton verliehen. Dort entwickelte er sich zum Stammspieler und fand zu alter Form zurück. In der Sommerpause wurde er schließlich fest verpflichtet. Pienaar unterschrieb in Everton einen Vierjahresvertrag und kostete 4,5 Mio. Pfund Ablöse.

### AFC Sunderland
Im Sommer 2016 schloss sich Pienaar für ein Jahr dem AFC Sunderland an. Mit diesem belegte Pienaar jedoch den letzten Platz in der Premier League und stieg mit dem Verein in die zweiklassige Football League Championship ab.

### Bidvest Vits FC
Nach dem Ablauf seines Vertrages verließ er den Premier-League-Absteiger und schloss sich in seiner südafrikanischen Heimat Bidvest Wits in der ABSA Premiership, der ersten Liga Südafrikas, an. Mit dem Verein nahm Pienaar auch an der afrikanischen Champions League teil. Er kam nur auf vier Ligaeinsätze.

### Karriereende
Pienaar beendete Anfang März 2018 seine aktive Karriere.

## Nationalmannschaft
Pienaar spielt in der südafrikanischen Nationalmannschaft. Sein Debüt gab er am 23. Mai 2002 gegen die Türkei. Kurz danach nahm er mit der Nationalmannschaft an der WM 2002 in Japan und Südkorea teil. 2010 nahm er ebenfalls mit Südafrika an der Weltmeisterschaft im eigenen Land teil. Im Oktober 2012 erklärte er seinen Rücktritt aus dem Nationalteam.

## Erfolge

### Vereinsmannschaften
Ajax Cape Town
- Südafrikanischer Liga-Pokal (Rothmans Cup) (1): 2000/01

Ajax Amsterdam
- Niederländischer Fußballmeister (2):2002, 2004
- Niederländischer Pokalsieger (KNVB-Pokal) (2): 2002, 2006
- Niederländischer Supercup (Johan Cruijff Schaal) (3): 2002, 2005, 2006

FC Everton
- Englischer Pokalfinalist (FA Cup) (1): 2009

### Nationalmannschaft
- WM-Teilnehmer (2): 2002, 2010
- Fifa Confed-Cup 4. Platz (1): 2009

### Auszeichnungen
- Südafrikas Fußballer des Jahres (SAFA Award) (1): 2009[7]
- FC Evertons Spieler des Jahres (1): 2010[8]
- Ajax Cape Town Nachwuchsspieler des Jahres (1): 2000[9]